# Portada/efemèride agost 16
José Maria Eça de Queiroz
« 15 d'agost · 16 d'agost · 17 d'agost »